# Landet (Stephen R. Donaldson)
Landet är ett fiktivt land som förekommer i fantasyförfattaren Stephen R. Donaldsons böcker om Thomas Covenant, den Klentrogne. Den första boken – Furst Nids förbannelse – gavs ut på originalspråket engelska 1977 och några år senare på svenska.
Landet är beläget i en parallellvärld till vår, med egna rums- och tidsdimensioner. Covenant, som lider av spetälska i vår värld slungas till Landet när han försöker begå självmord. Där är han inte längre sjuk, men får i stället kämpa mot magi och allehanda fantasyfigurer.
Landet är omgivet av berg och består av stora slätter och några större skogar. Slätterna heter – från nordväst till sydost – Nordanslätterna, Mitteslätt, Söderslätt och Raslätt. Stora floder som Själljuseflod och Svarta floden med bifloder rinner genom landskapet. Öster om Landet finns en ocean.